# Marc (equipo ciclista)
El equipo Marc fue un equipo ciclista belga que compitió profesionalmente entre el 1978 y el 1980.

## Corredor mejor clasificado en las Grandes Vueltas
| Año  | Giro de Italia | Tour de Francia      | Vuelta a España  |
| ---- | -------------- | -------------------- | ---------------- |
| 1978 | -              | -                    | 5.º Jos Schipper |
| 1979 | -              | -                    | -                |
| 1980 | -              | 16.º Lucien van Impe | -                |

## Principales resultados
- Gante-Wevelgem: Ferdi Van Den Haute (1978)
- Le Samyn: Herman Van Springel (1978), Jos Schipper (1979)
- Burdeos-París: Herman Van Springel (1978)
- A través de Flandes: Jos Schipper (1978)
- Campeonato de Flandes: Alfons Van Katwijk (1979)
- Gran Premio Jef Scherens: Marcel Laurens (1979)
- Omloop Het Volk: Joseph Bruyère (1980)

### A las grandes vueltas
- Vuelta a España
  - 1 participación (1978)
  - 6 victorias de etapa:
    - 6 al 1978: Jos Schipper, Ferdi van den Haute (2), Patrick Lefevere, Alfons Van Katwijk (2)

  - 1 clasificaciones secundarias:
    - Clasificación por puntos: Ferdi van den Haute (1978)

- Tour de Francia
  - 1 participación (1980)
  - 2 victorias de etapa:
    - 2 al 1980: Jos Deschoenmaecker, Ludo Loos

  - 0 victorias final:
  - 0 clasificaciones secundarias:

- Giro de Italia
  - 0 participación